# Les Vampires
Les Vampires, também conhecido como The Mysterious Saga, é um seriado francês da época do cinema mudo, que foi veiculado nos cinemas em episódios com frequência irregular entre 1915 e 1916. Escrito e dirigido por Louis Feuillade, é estrelado por Édouard Mathé, Musidora e Marcel Lévesque. Foi produzido em 10 episódios, de duração variável, perfazendo um total de 6,5 horas, o que o leva a ser considerado um dos filmes mais longos já realizados. 
Filmado em Paris e arredores, o filme focaliza Philipe Guérande (Mathé), um jornalista detetive que, ao lado de seu amigo Oscar-Cloud Mazamette (Lévesque), tenta desvendar e neutralizar uma bizarra gangue do submundo parisiense conhecida como Les Vampires. A cultura parisiense da Belle Époque, entre o final do Século XIX e o início da Primeira Guerra Mundial, teve entre seus marcos as gangues do submundo conhecidas como “Les Apaches”, cujo nome deriva do fato de sua suposta selvageria ter sido atribuída, pelos europeus, como comparável à das tribos nativas norte-americanas dos Apaches. 
Les Vampires não se refere, na verdade, aos seres mitológicos homônimos, como seu nome sugere, principalmente enfocando um dos líderes das gangues, Irma Vep (Musidora), cujo nome é um anagrama de “vampire”. Devido à semelhança estilística com os outros seriados policiais de Feuillade, Fantômas (1913) e Judex, frequentemente são considerados em conjunto, como uma trilogia.
Estilisticamente, o filme segue a forma de pulp fashion, realizado de forma rápida e pouco dispendiosa, com roteiro curto. Apesar de ter sido extremamente impopular na época de seu lançamento, em razão de sua má qualidade em comparação com outros filmes e pela sua moralidade duvidosa, Les Vampires alcançou grande sucesso com a eclosão da Primeira Guerra Mundial, transformando Musidora em uma estrela do cinema francês. Aos poucos, o filme ganhou a aclamação da crítica e agora é, sem dúvida, o trabalho mais conhecido e reverenciado de Feuillade. Tem sido reconhecido pelo desenvolvimento de técnicas de suspense no cinema, mais tarde adotado por Alfred Hitchcock e Fritz Lang, e avant-garde cinema, inspirando Luis Buñuel e outros. Les Vampires foi incluído no livro 1001 Movies You Must See Before You Die.

## Capítulos
|    | Título                   | Lançamento             | Duração  |
| -- | ------------------------ | ---------------------- | -------- |
| 1  | "La Tête Coupée"         | 13 de novembro de 1915 | 33 mins. |
| 2  | "La Bague Qui Tue"       | 13 de novembro de 1915 | 15 mins. |
| 3  | "Le Cryptogramme Rouge"  | 4 de dezembro de 1915  | 42 mins. |
| 4  | "Le Spectre"             | 7 de janeiro de 1916   | 32 mins. |
| 5  | "L'évasion Du Mort"      | 28 de janeiro de 1916  | 37 mins. |
| 6  | "Les Yeux Qui Fascinent" | 24 de março de 1916    | 58 mins. |
| 7  | "Satanus"                | 15 de abril de 1916    | 46 mins. |
| 8  | "Le Maître de la Foudre" | 12 de maio de 1916     | 55 mins. |
| 9  | "L'homme des Poisons"    | 2 de junho de 1916     | 53 mins. |
| 10 | "Les Noces Sanglantes"   | 30 de junho de 1916    | 60 mins. |

## Sinopse

### Episódio 1 -La Tête Coupée

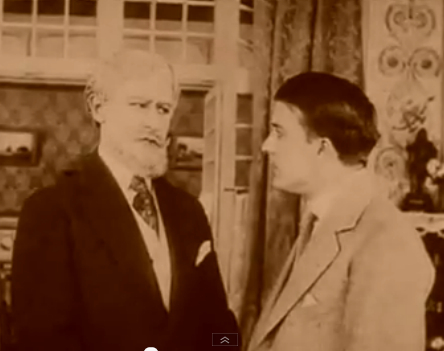
Philipe Guérande (Édouard Mathé, direita) entrevista Dr. Nox (Jean Aymé, esquerda) em La Tête Coupée".

Philipe Guérande (Édouard Mathé), um repórter que trabalha no jornal "The Paris Chronicle", investiga uma organização criminosa denominada Les Vampires, e recebe em seu trabalho um telegrama informando que o corpo decapitado do agente de segurança nacional, encarregado das investigações da organização, Inspetor Durtal, foi encontrado nos pântanos perto de Saint-Clemente-Sur-Cher, com a cabeça faltando. Levado ao local pelo magistrado da localidade (Thelès), Philipe passa a noite em um castelo nas proximidades de propriedade do Dr. Nox (Jean Aymé), um velho amigo de seu pai, juntamente com a Sra. Simpson (Rita Herlor), uma multimilionária norte-americana, que deseja adquirir a propriedade. Ao acordar no meio da noite, Philipe encontra uma nota em seu bolso, mandando “Desista de sua busca, caso contrário o azar espera por você! – Les Vampires”, além de encontrar uma misteriosa passagem atrás de um quadro em seu quarto. Enquanto isso, o dinheiro e as jóias da Sra. Simpson são roubados, enquanto ela dorme, por um ladrão mascarado, e Philipe é suspeito do crime. Philipe visita novamente o magistrado, que agora acredita nele, e ambos enganam o Dr Nox e a Sra. Simpson enquanto esperam em uma antecâmara. Philipe e o magistrado vão ao castelo e encontram a cabeça do Inspetor Durtal dentro de uma caixa, na passagem do quarto de Philipe. Voltando à antecâmara, eles acham que a Sra. Simpson está morta e que o Dr. Nox desapareceu. Eles encontram uma nota de Grand Vampire, dizendo que na realidade matou o Dr. Nox, e está assumindo sua identidade.

### Episódio 2 -La Bague Qui Tue

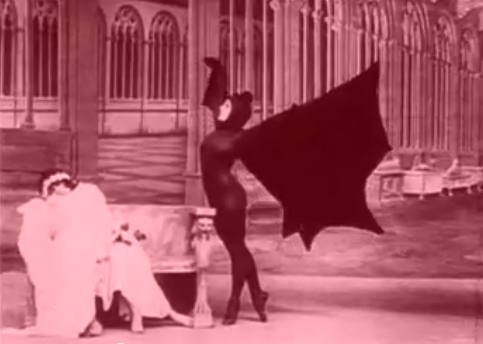
Marfa Koutiloff (Stacia Napierkowska) dançando como um Morcego-vampiro em La Bague Qui Tue.

O Conde de Noirmoutier, Grand Vampire disfarçado, lê que a bailarina Marfa Koutiloff (Stacia Napierkowska), que é comprometida com Philipe, executará um balé chamado Les Vampires. Para impedi-la de divulgar as atividades dos Vampires e dissuadir Philipe, ele dá a Marfa um anel envenenado antes de sua performance, e como resultado ela morre no palco. Philipe reconhece Grand Vampire quando ele está saindo, e segue-o para um forte abandonado, onde é capturado pela gangue. Eles resolvem interrogar Philipe à meia-noite e ao amanhecer executá-lo. Philipe percebe que o vampiro que o está guardando é um dos seus colegas de trabalho, Oscar-Cloud Mazamette (Marcel Lévesque). Mazamette decide ajudar Philipe e ambos capturam o Grande Inquisidor, quando ele chega à meia-noite. Na madrugada, a polícia invade o covil e mata o Grande Inquisidor, que na verdade é o Chefe de Justiça da Suprema Corte. Os outros vampiros escapam.

### Episódio 3 -Le Cryptogramme Rouge

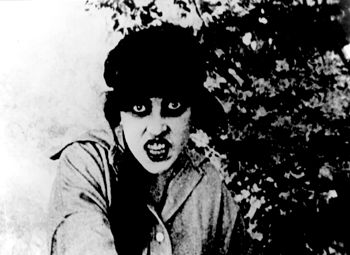
Irma Vep (Musidora) cantando no nightclub "Howling Cat" em Le Cryptogramme Rouge".

Enquanto finge estar doente, Philipe tenta, na verdade, decodificar um livreto vermelho que ele encontrara no corpo do Grande Inquisidor, o qual contém o relato dos crimes dos Vampires. Ele descobre que sua casa está sob a vigilância dos Vampires, então ele a deixa sob o disfarce. Seguindo pistas no livreto, ele chega ao nightclub “The Howling Cat”. Atuando lá está Irma Vep (Musidora), cujo nome Philipe percebe ser um anagrama de Vampire. Após a atuação, Grand Vampire dá à Irma a missão de recuperar o livreto vermelho. Philipe retorna para casa e Mazamette chega, juntamente com uma caneta envenenada que roubou de Grand Vampire. Alguns dias depois, Irma chega na casa de Philipe, disfarçada como uma nova empregada, mas ele a reconhece; ela tenta envenená-lo, mas falha. Sua mãe (Delphine Renot) sai para atender a seu irmão, que recentemente se envolveu em um acidente de carro, mas acaba sendo uma armadilha, e ela é capturada pelos Vampires. Enquanto Philipe está dormindo, Irma vem com outro vampiro, mas ele atira neles, que escapam, porque a arma estava carregada irregularmente. Em um barraco na favela, a mãe de Philipe é forçada por Father Silence (Louis Leubas), um surdo-mudo, a assinar uma nota de resgate, mas ela o mata com a caneta envenenada de Mazamette e escapa.

### Episódio 4 -Le Spectre

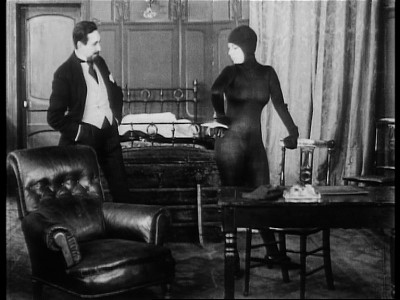
Juan-José Moréno (Fernand Herrmann) confronta Irma Vep em "Le Spectre".

Grand Vampire, sob disfarce de corretor de imóveis, conhece Juan José Moréno (Fernand Herrmann), um empresário, que pede um apartamento com um cofre. Moréno o obtém, mas o cofre é fraudado e é aberto do outro lado por Irma e Grand Vampire, que encontram o traje preto dos Vampires. Mais tarde, disfarçada como secretária de um banco, Irma descobre que um homem chamado Metadier tem que fazer um entrega de 300.000 francos na filial do banco em Rouen, e caso não possa fazer a entrega, Irma deverá fazê-la. Logo depois, Metadier é assassinado pelos Vampires e seu corpo é jogado de um trem, quando ia para casa. No entanto, quando Irma tenta levar o dinheiro,  o fantasma de Metadier o pega e leva. Grand Vampire segue-o, mas o espectro escapa por um bueiro.
Mais tarde, a Sra. Metadier aparece no banco, dizendo não ter encontrado seu marido há vários dias, e também descobre que o dinheiro não foi entregue em Rouen. Philipe logo toma conhecimento disso e vai para o banco disfarçado, reconhecendo Irma. Ele descobre seu endereço e, algumas horas depois, se esgueira, usando Mazamette num estratagema. Irma e Grand Vampire abrem o cofre de seu lado, e encontram o corpo de Metadier e o dinheiro. Philipe tenta atacá-los, mas é derrubado, e eles escapam. Ele chama a polícia. Enquanto isso, Moréno entra e encontra seu cofre aberto do outro lado. Ele o atravessa, sendo capturado por Philipe. Moréno é revelado como sendo um outro criminoso disfarçado, mas alega não ter matado Metadier, mas sim ter encontrado o seu corpo nos trilhos do trem, onde os vampiros o tinham despejado, e ter colocado o corpo em seu cofre, assumindo sua identidade e tomando o dinheiro, que está agora na posse dos Vampires. A polícia chega e prende Moréno.

### Episódio 5 -L'évasion Du Mort
O masgistrado de Saint-Clemente-Sur-Cher, que participara do "Enigma da cabeça cortada", muda-se para Paris e é encarregado do caso dos Vampires e do caso de Moréno. Depois de terem sido convocados pelo magistrado, Moréno comete suicídio usando uma cápsula de cianureto que trazia escondida. Seu corpo é deixado em sua cela, mas durante a noite ele acorda, mata o vigia noturno e leva suas roupas, escapando da prisão. Ele é notado por Mazamette, que está sofrendo de insônia. Na manhã seguinte, Moréno é encontrado. Enquanto escrevia um relato dos eventos, Philipe é puxado para fora de sua janela pelos Vampires e levado em uma grande caixa. Ele é jogado, porém desliza para baixo em um grande lance de escadas. Philipe visita o figurinista cujo nome está na caixa, enquanto Moréno e sua gangue compram uniformes de polícia para um esquema. Philipe descobre que a caixa era endereçada ao Barão de Mortesalgues, na Avenida Maillot. Mais tarde, Moréno confronta Philipe em um café, mas quando os policiais das proximidades são chamados, são parte da turma do Moréno e ele é novamente capturado. Enquanto isso, Mazamette invade o esconderijo de Moréno. Philipe é levado lá para ser enforcado pela quadrilha, a menos que ele lhes forneça meios para se vingarem dos Vampires. Ele diz que o Barão de Mortesalgues é o Grand Vampire, e eles o poupam, mas o amarram. Mazamette aparece e o liberta. Naquela noite, Grand Vampire realiza uma festa, disfarçado como o Barão de Mortesalgues, para sua sobrinha, Irma disfarçada, que atrai muitos membros da aristocracia parisiense. Ele revela que, à meia-noite, haverá uma surpresa, mas a surpresa acaba por ser um ataque de gás sobre os convidados. Os Vampires roubam todos os seus objectos de valor, enquanto eles estão inconscientes, e fogem com os objetos roubados em seu carro, mas Moréno, avisado por Philipe, leva-os para si. Mazamette visita Philipe, irritado com a falta de progresso e tenta parar. Philipe mostra-lhe uma linha de uma fábula de Jean de La Fontaine, que afirma que "em todas as coisas, deve-se considerar um fim".

### Episódio 6 -Les Yeux Qui Fascinent

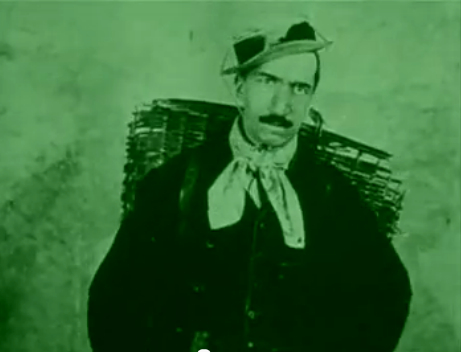
Oscar-Cloud Mazamette (Marcel Lévesque) em "Les Yeux Qui Fascinent".

Quinze dias se passaram desde os acontecimentos em Maillot. Moréno, que tem um terrível poder hipnótico, está à procura de pistas que o levem aos Vampires, e lê um jornal que um notário de Fontainebleau foi assassinado por eles. Enquanto isso, Philipe e Mazamette estão indo assitir a um filme, que misteriosamente contém Irma Vep e Grand Vampire. Enquanto pedalam até Fontainebleau, eles encontram um turista americano, Horatio Werner, andando na floresta e o seguem. Eles percebem que ele coloca uma caixa em um dos pedregulhos e a pegam. Grand Vampire, que está hospedado no Royal Hunt Hotel sob o pseudônimo de Conde de Kerlor, juntamente com Irma, disfarçada como seu filho, o Visconde Guy, lê em um papel que George Baldwin (Émile Keppens), um milionário americano, foi roubado em 200.000 e quem capturou o criminoso, Raphael Norton, receberá o dinheiro. Ele observa que o Sr. e a Sra. Werner, que estão hospedados no hotel, são afligidos por este fato, e conclui que o Sr. Werner é Raphael Norton. Philipe e Mazamette chegam ao hotel e descobrem que os vampiros estão instalados lá. Em um outro hotel eles forçam a abertura da caixa e encontram o dinheiro roubado de Baldwin dentro. Moréno vem para o Royal Hunt disfarçado. Enquanto Grand Vampire conta uma história aos hóspedes do hotel, Irma invade a suíte de Werner e encontra um mapa que leva para a caixa da floresta. Quando ela sai, é estrangulada e hipnotizada pelo olhar do Moréno, e ele leva o mapa. Enquanto sua gangue pega Irma, ele veste sua empregada hipnotizada, Laura, como Irma e diz a ela para dar aos vampiros o mapa. Uma vez que um dos vampiros (Miss Édith) segue o mapa para pegar o tesouro, a gangue de Moréno lhe faz uma emboscada, e descobre que Philipe já o tomou. No início da manhã, a Polícia cerca o hotel e descobre que Werner é realmente Norton, então Philipe e Mazamette ganham o dinheiro. Moréno cai de amores por Irma e não pretende aceitar seu resgate pelo Grand Vampire, que vem ao encontro de Moréno, mas este convence Irma a matá-lo.

### Episódio 7 -Satanus

Irma Vep e Juan-José Moréno no "Happy Shack" cabaret em "Satanus".

Um homem misterioso (Louis Leubas) chega à casa de Moréno, e mostra que ele sabe que o corpo do Grand Vampire está dentro de um tronco. Moréno tenta se livrar dele, mas é paralisado por um pino na luva do homem. O homem revela ser o verdadeiro Grand Vampire, Satanus, e que o primeiro fora apenas um subordinado. Moréno e Irma visitam um cabaré chamado "Happy Shack", e Philipe e Mazamette também estão presentes. Eles recebem uma nota de Satanus dizendo que eles vão ver a prova de seu poder em "Happy Shack". Às duas, ele dispara um poderoso poder no "Happy Shack", causando grande destruição. Enquanto isso, Philipe decide visitar Mazamette, mas ele está “perseguindo as meninas”. Ele se esconde quando Mazamette chega em casa, bêbado, com duas mulheres e um amigo que ele expulsa irritadamente. Na manhã seguinte, Irma e Moréno vão à casa de Satanus e este lhes oferece a oportunidade de trabalhar com ele, mostrando-lhes que George Baldwin está hospedado no Park Hotel. Uma das cúmplices de Moréno, Fleur-de-Lys (Suzanne Delvé), vai para o Park Hotel e se apresenta como uma entrevistadora da revista "Modern Woman" e obtém o seu autógrafo. Depois, Irma entra e registra a voz dele dizendo “As mulheres parisienses são as mais encantadores que eu já vi, tudo bem!”. De volta à casa de Moréno, eles escrevem uma ordem de pagamento de $100.000 à Fleur-de-Lys, terminando a ordem com o autógrafo de Baldwin. Quando o banqueiro chama Baldwin para confirmar o cheque, Irma intercepta a chamada, disfarçada de operadora de telefone, e coloca a gravação com a voz de Baldwin. Enquanto Fleur-de-Lys está pegando o dinheiro, Mazamette vem, reconhece-a do "Happy Shack" e a segue, vendo-a entregar o dinheiro à Moréno em um táxi. Moréno dá a Satanus o dinheiro, mas ele lhe devolve como um presente. Philipe e Mazamette capturam Fleur-de-Lys em sua casa e a mandam chamar Moréno, mas quando ele e a Irma chegam, caem em uma armadilha e são capturados pela polícia.

### Episódio 8 -Le Maître de la Foudre

Satanus (Louis Leubas) monta uma bomba em Le Maître de la Foudre".

Irma é sentenciada à prisão St. Lazarus, e depois tem ordem de transferência para uma Colônia penal na Argélia. No dia da partida, Irma descobre que Moréno foi executado. Satanus segue a rota de transporte de Irma, parando em um hotel à beira-mar, disfarçado como um sacerdote. No porto, ele dá algum conforto religioso para os presos, mas a cópia que entrega à Irma contém uma mensagem secreta, dizendo "o navio vai explodir". Satanus destrói o navio com um canhão em uma inexplicável explosão. Enquanto isso, Philipe encontra através do livreto vermelho que o explosivo viera do “Happy Shack” e que o barco viera de Montmartre, e Mazamette vai encontrá-lo. Seu filho, Eustache Mazamette (René Poyen), voltara para casa da escola devido ao seu mau comportamento, e eles vão procurá-lo juntos. Mais tarde, Satanus lê que na foram encontrados sobreviventes do navio que explodira, e visita Philipe para vingar a morte de Irma. Ele o paralisa com um alfinete envenenado em sua luva e deixa uma bomba em um chapéu para matá-lo. Mazamette chega e joga o chapéu para fora da janela em tempo. Na casa de Satanus, Eustache é usado como uma estratagema para ocultar Mazamette em uma caixa, mas Satanus percebe o espião. Eustache atira nele, e a polícia cerca o edifício e o prende. Após a ação, eles acham que o nariz do Mazamette foi quebrado pelo tiro do Eustache. Enquanto isso, Irma é mostrada tendo sobrevivido à explosão do navio, e está tentando voltar a Paris, debaixo de um trem. Ela é ajudada pelo pessoal da estação e pela polícia, fingindo estar em "uma daquelas histórias de amor eterno amadas pela imaginação popular". Ela segue para o ponto de encontro dos vampiros, “Howling Cat”, onde ela atua e é saudada efusivamente pelos vampiros. Depois da prisão de Satanus, um dos vampiros, Venomous (Frederik Moris), nomeia-se o novo chefe. Por ordem de Satanus, eles lhe enviam um envelope contendo uma nota envenenada, que ele usa para cometer suicídio.

### Episódio 9 -L'homme des Poisons

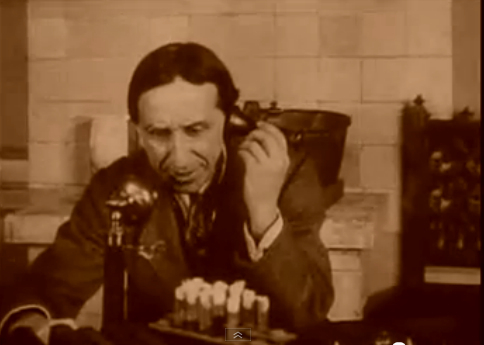
Venomous (Frederik Moris) conspirando contra Philipe em L'homme des Poisons".

Irma é agora uma dedicada colaboradora de Venomous, que planeja se livrar de Philipe e Mazamette. Ele descobre que Philipe está noivo de Jane Bremontier (Louise Lagrange), e no dia seguinte Irma e Fleur-de-Lys alugam um apartamento em cima do apartamento dela. A empregada de Irma, que também faz parte de Les Vampires, ouve que a festa de noivado de Philipe e Jane será na famosa Béchamel House. Venomous cancela sua ordem, e no dia da festa, são os vampiros que aparecem em vez disso. A mãe de Jane (Jeanne Marie-Laurent) dá aos criados algum champanhes como um presente, mas assim que o jantar é servido um dos copeiros, Leon Charlet, é envenenado e morre ao beber. A senhoria faz com que os convidados da festa parem de beber o champanhe a tempo, e os vampiros fazem uma fuga precipitada. Poucos dias depois, Mazamette e a mãe de Philipe pegam Jane e sua mãe para uma viagem rumo a um refúgio seguro, perto de Fontainebleau. Irma, que tenta encher o carro com gás venenoso, é descoberta por Mazamette, mas ele está intoxicado e é levado embora, enquanto ela se esconde em uma caixa no carro. Mazamette é levado para a delegacia de polícia, acreditando-se que tenha bebido, e tenta avisar Philipe, mas Irma desliza para fora da caixa e fica afastada no carro antes que Philipe possa pegá-la. Ele vai encontrar Mazamette no Pyramid Hotel, mas encontra Irma ali e a amarra. Enquanto ele e Mazamette tentam emboscar Venomous, ele salva Irma e vai embora no carro do Mazamette, enquanto eles o perseguem no seu. Philipe persegue Venomous a pé, seguindo-o até o alto de um trem em movimento, mas ele fica afastado. Mazamette, enfurecido com a polícia por não deixá-lo ajudar Philipe no trem, atinge um dos oficiais, que tenta prendê-lo, mas Philipe os convence a não fazê-lo.

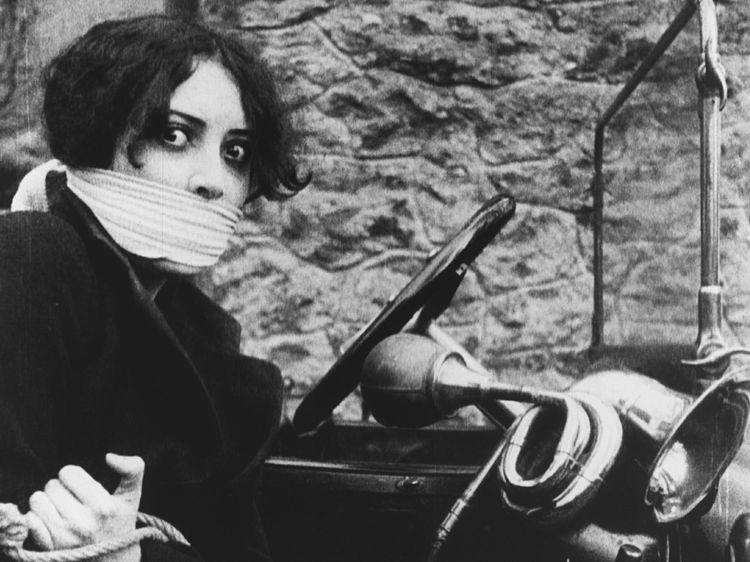
Irma Vep à espera do resgate em L'homme des Poisons".

### Episódio 10 -Les Noces Sanglantes
Poucos meses depois de sua festa de noivado e pouca notícia sobre os vampiros, Philipe e Jane agora estão casados. Augustine Charlet (Germaine Rouer), viúva do copeiro envenenado, é convidada pelos Guérandes para ser sua arrumadeira, e aceita. No dia seguinte, ela recebe uma carta dos vampiros detalhando que ela deve consultar Madame d'Alba na Avenida Junot, 13. Quando ela o faz, Mazamette, que sente atração por ela, a segue. Madame d'Alba, um vampiro, hipnotiza Augustine e diz a ela que às duas horas na manhã seguinte ela abrirá o apartamento do Philipe e deixará os vampiros entrarem. Mazamette a pega quando ela sai, e promete não contar a Philipe do incidente. Incapaz de dormir naquela noite, ele a vê deixar os vampiros entrarem, a amarram e enchem a sala dos Guérandes de gás venenoso. Ele atira neles, eles correm e Augustine explica suas ações. Como eles vão à polícia, Venomous tenta romper uma janela do quarto, mas Jane atira nele. Quando ela olha pela janela, ela é laçou para baixo e levada. Quando ela olha pela janela, é laçada e levada embora. Na madrugada, a Polícia cerca a Avenida Junot, mas Irma e Venomous escapam pelo telhado e de carro, capturando Augustine. Mazamette atira no carro, causando um vazamento de óleo. Philipe segue a trilha ao covil dos vampiros e coloca armadilhas ao anoitecer, enquanto a gangue comemora o casamento da Irma e Venomous. A polícia faz um cerco em grande escala na madrugada, enquanto os vampiros ainda estão comemorando. Enquanto Irma se esconde, todos os vampiros são mortos ou capturados pela polícia; confronta seus cativos, mas é baleada por Jane. Mais tarde, Mazamette propõe casamento a Augustine e ela aceita.

## Elenco

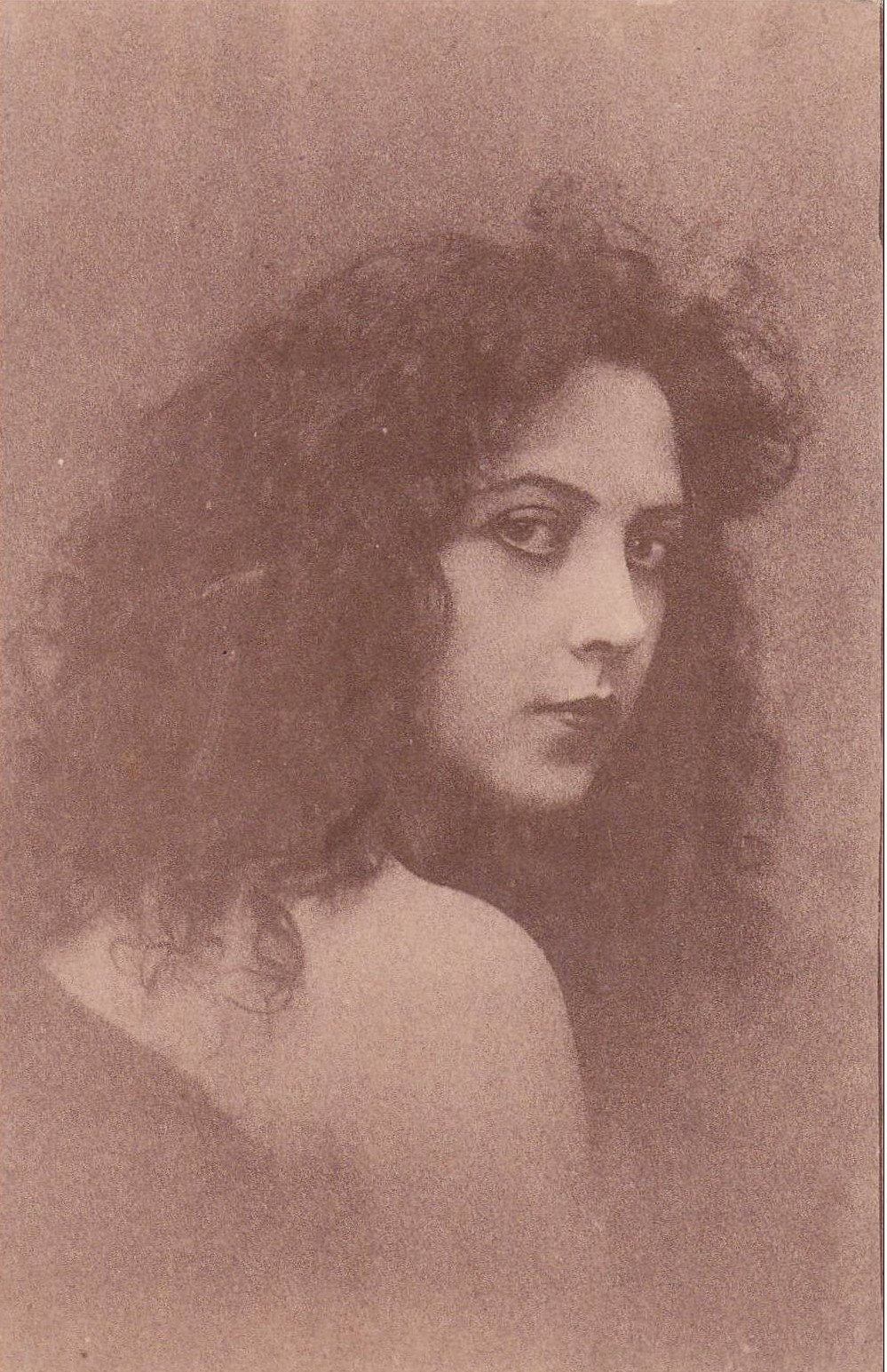
Musidora, atriz que alcançou o sucesso no papel de Irma Vep em Les Vampires.

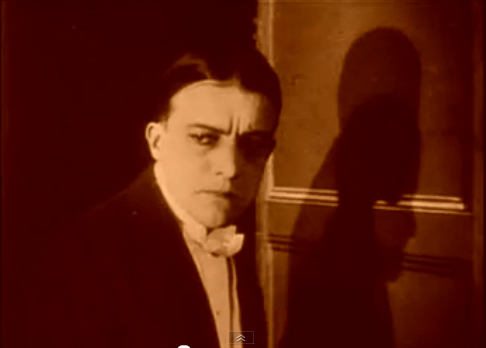
Édouard Mathé, personificando Philipe em Les Vampires.

- Édouard Mathé – Philipe Guérande, um repórter de jornal, que investiga Les Vampires.
- Musidora – Irma Vep, a estrategista dos Vampires, autora de muitos de seus planos.
- Marcel Lévesque – Oscar-Cloud Mazamette, amigo e colaborador de Guérande, que trabalha disfarçadamente para Les Vampires.
- Jean Aymé – o primeiro Grand Vampire, um mestre do disfarce.
- Louis Leubas – Father Silence, um surdo-mudo que trabalha para Les Vampires / Satanus, o segundo Grand Vampire.
- Frederik Moriss – Venomous, o terceiro Grand Vampire, um gênio da química.
- Fernand Herrmann – Juan-José Moréno, cabeça de uma gangue de bandidos rivais de Les Vampires. Moréno possui um olhar hipnótico que usa para controlar as pessoas.
- Delphine Renot – Mme. Guérande, mãe de Philipe.
- Louise Lagrange – Jane Bremontier, noiva de Philipe e posteriormente sua esposa.
- Jeanne Marie-Laurent – Mme. Brémontier, mãe de Jane.
- Germaine Rouer – Augustine, viúva de uma vítima dos Vampires e noiva de Mazamette.
- René Poyen – Eustache, filho de Mazamette.
- Stacia Napierkowska – Marfa Koutiloff, uma dançarina e amor primeiro de Philipe
- Rita Herlor – Mrs. Simpson, uma multimilionária norte-americana.
- Émile Keppens – George Baldwin, um milionário norte-americano.
- Renée Carl – um andaluz.
- Suzanne Delvé – Fleur-de-Lys, cúmplice de Moréno.
- Miss Édith – Condessa de Kerlor, uma Vampire.
- Georgette Faraboni – o dançarino Vampire.
- Suzanne Le Bret – Hortense, empregada de Irma.
- Maurice Luguet – De Villemant.
- Mademoiselle Maxa – Laure.
- Gaston Michel – Benjamin, criado de Mazamette.
- Laurent Morléas – Oficial das Forças Armadas.
- Thelès – um magistrado.
- Jacques Feyder (em "L'évasion Du Mort".)
- Françoise Rosay – participante da festa.
- Jean-François Martial (?)

## Produção

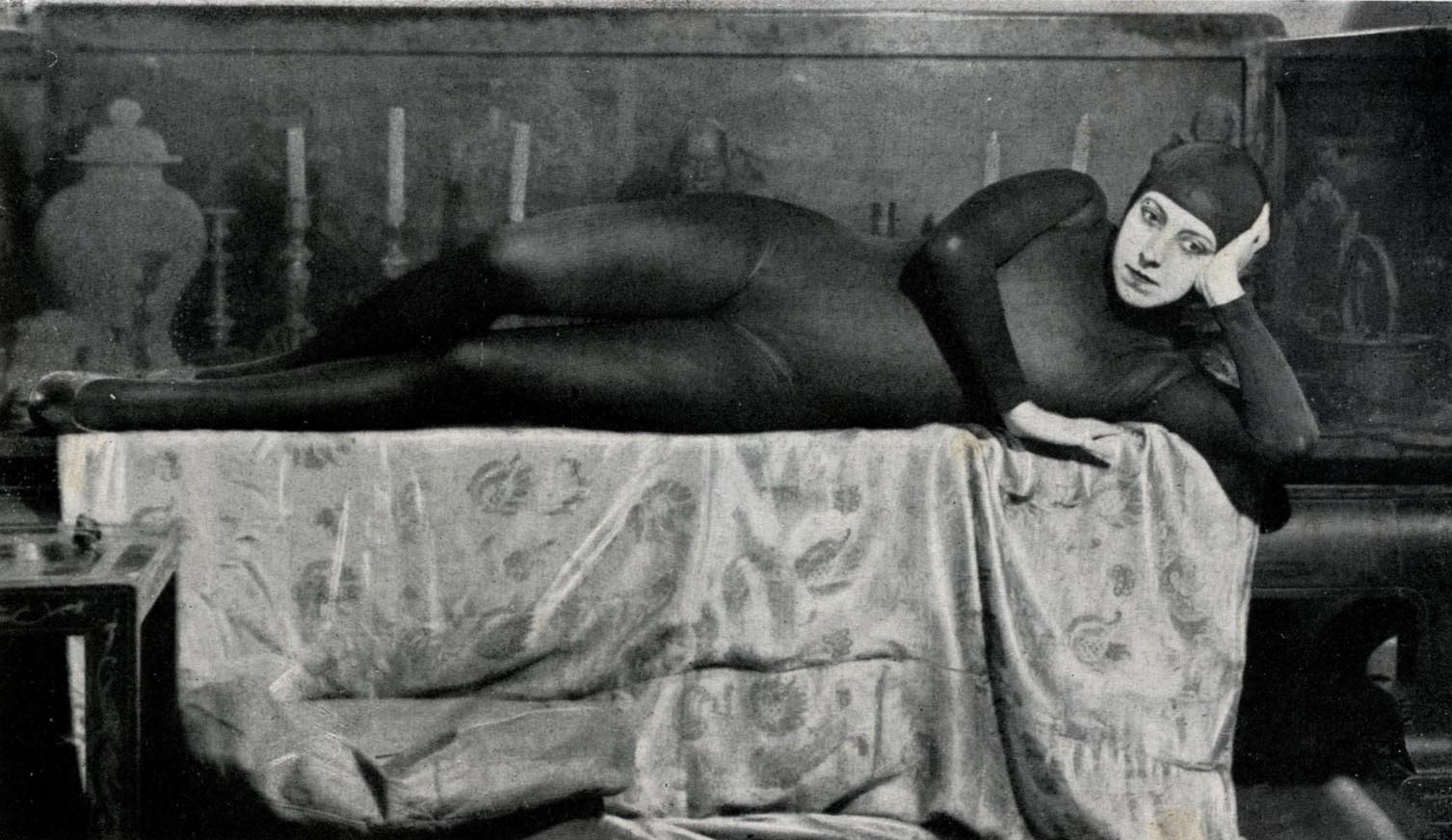
Musidora em um cartaz publicitário de Les Vampires, usando seu traje negro.

### Desenvolvimento e roteiro
O gênero do seriado policial foi muito popular na época, e Feuillade tivera grande sucesso com seu trabalho anterior, o seriado Fantômas, de 1913. Suspeita-se que a produção de Les Vampires começou quando a Gaumont Film Company soube que a empresa rival, Pathé, tinha adquirido os direitos para lançar o seriado “The Mysteries of New York”, conhecido na America como The Exploits of Elaine, e sentiu que tinham que afastar a concorrência. Outro seriado norte-americano, The Perils of Pauline, tinha feito muito sucesso desde a realização de Fantômas.
A idéia da gangue criminosa foi possivelmente inspirada no Bando Bonnot, um grupo de anarquistas altamente avançados que cometeram uma série de crimes de alto perfil em Paris durante 1911-1912. Feuillade escreveu o roteiro ele mesmo, mas o fez de forma muito simplista, geralmente escrevendo a premissa e contando com os atores para preencher os detalhes. No entanto, nos episódios posteriores houve melhor definição escrita. Também há inconsistência em alguns pontos; por exemplo, em “Satanus” Moréno dá ordens a um de seus cúmplices para procurar o apartamento de Mazamette, mas o incidente nunca mais foi mencionado. O estilo do filme tem sido comparado ao das pulp magazines. Em um ensaio sobre o filme, Fabrice Zagury disse... “a narrativa de Feuillades raramente provém de princípios de causa e efeito... ele segue caminhos labirínticos e em forma de espiral”. Nenhum dos episódios emprega o uso do cliffhanger, popularizado pelos seriados estadunidenses. O elenco escolhido era totalmente novo para Feuillade, e os únicos atores recorrentes de “Fantômas” eram os extras.

### Filmagem e edição
O filme foi trabalhado ao mesmo tempo que o seriado posterior, Judex. A filmagem de Les Vampires foi difícil, pois alguns atores tiveram que sair, devido aos esforços do tempo de guerra. Foi uma produção não muito cara, o que é evidenciado pela utilização de apartamentos com portas pintadas, a reutilização de móveis em sets do filme e sua pendência de imagens para fotos mais elaboradas, como uma balsa explodindo em "Le Maître de la Foudre". Os episódios foram produzidos muito rapidamente; foram feitas estimativas de que teria havido um período de três a quatro meses entre as filmagens de um episódio e o lançamento. Feuillade fez pouco uso de técnicas cinematográficas populares, a maioria do filme consistindo de câmeras fixas com o uso ocasional de um close para mostrar detalhes da trama, tais como fotos ou letras. Isso foi feito para dar ao filme um olhar mais real. Devido à falta de roteiro de Feuillade, muitas das cenas foram improvisadas, nos tiroteios. Musidora, uma antiga acrobata, fez ela mesma todas as suas cenas perigosas<.
O filme empregou a técnica de “tintura” para descrever a iluminação: âmbar para interiores, luz verdes para exteriores, azul para as cenas noturnas e lavanda para áreas de baixa iluminação (como as boates ou a madrugada). Ele é notável por sua extensão, e está na “Lista dos filmes mais longos já feitos”. Na época de seu lançamento, foi a segunda mais longa produção já feita, atrás do filme de 1914 The Photo-Drama of Creation, que tinha 480 minutos.

### Promoção
O início da publicidade para Les Vampires foi feito misteriosamente; em novembro de 1915, os muros de Paris foram rebocados com cartazes de rua que mostravam três rostos mascarados com um ponto de interrogação e as perguntas "Qui? Quoi? Quand? Ou…?" ("Quem? O que? Quando? Onde…?") para anunciar os dois primeiros episódios (lançados no mesmo dia). Cartazes subseqüentes foram feitos para os episódios posteriores. Os jornais da manhã traziam impresso o seguinte poema:
| “ | Des nuits sans lune ils sont les Rois, les ténèbres sont leur empire. Portant la mort, semant l'effroi. Voici le vol noir des Vampires. Gorgés de sang, visqueux et lourds. Ils vont, les sinistres Vampires aux grandes ailes de velours non pas vers le Mal... Vers le Pire! | ” |

Tradução em língua portuguesa:
| “ | Das noites sem lua, eles são Reis, as trevas são seu império. Levando a morte e semeando o terror. Aqui é o vôo negro dos Vampiros. Encharcados de sangue, pesados e viscosos. Eles voam, os sinistros Vampiros com grandes asas de veludo, prontas não só para fazer o Mal... mas para fazer o Pior! | ” |

## Lançamento

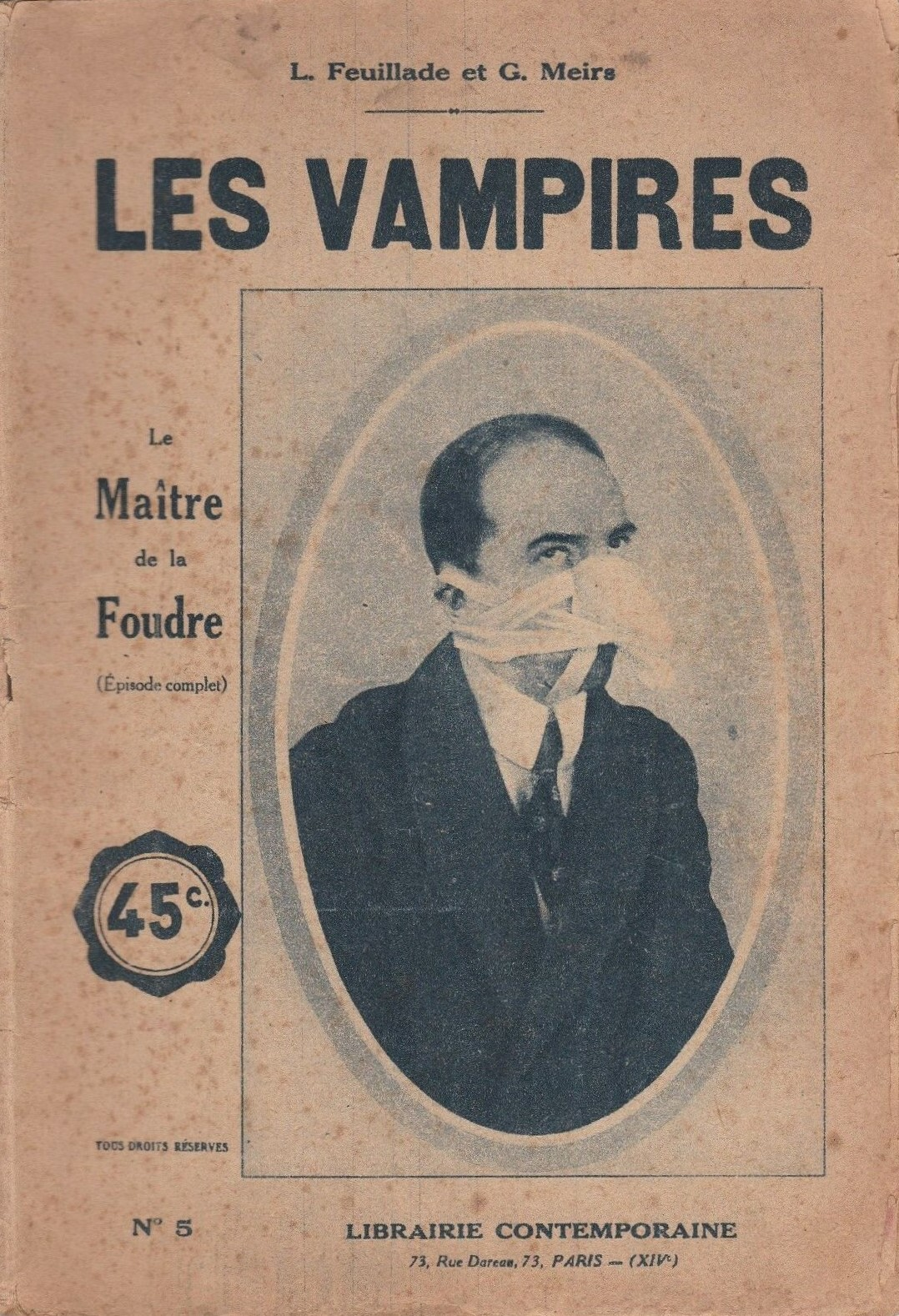
Capa da novelização do episódio "Le Maître de la Foudre", retratando Oscar-Cloud Mazamette com o nariz quebrado.

Les Vampires foi serializado nos cinemas franceses em 10 episódios de diferentes durações, os dois primeiros apresentados em 13 de novembro de 1915 e o último em 30 de junho de 1916<. Depois, o filme foi lançado no México, em 24 de maio de 1917, e estreou nos Estados Unidos em 13 de setembro de 1965, no New York Film Festival.
A despeito de a Primeira Guerra Mundial limitar a audiência do filme, (ao contrário do trabalho anterior de Feuillade, Fantômas), foi um enorme sucesso na França, ofuscando maciçamente a concorrência original da Pathé e do seriado The Mysteries of New York. Muito do sucesso do filme é atribuído pela inclusão de Musidora como a antagonista Irma Vep, que personificou também os arquétipos de “vamp” e “femme fatale”, sendo comparada a Theda Bara. A Força Policial, no entanto, condenou o seriado pela aparente glorificação do crime e da moralidade dúbia. Alguns dos episódios foram temporariamente banidos, mas essas proibições foram canceladas após um apelo pessoal de Musidora.
Uma novelização em 7 volumes de Les Vampires, por Feuillade e George Meirs, foi publicada em 1916 pela Tallandier (como 4 brochuras, seguidas de 3 revistas).

### Mídia doméstica
Em 2000, o filme foi lançado em DVD pela Image Entertainment em dois discos, com música de Robert Israel. Na França, a Gaumont Film Company lançou uma edição francesa restaurada em quatro discos. Em 2008, a Artificial Eye usou essa restauração para o lançamento de três discos, incluindo diversos curtas de Feuillade e um novo acompanhamento musical por Éric le Guen. Em 14 de agosto de 2012, uma versão HD Blu-ray Disc foi lançada pela Kino International em dois discos, remasterizado a partir da restauração de 35 mm da Cinémathèque Française, com um escore musical da Mont Alto Motion Picture Orchestra. Foram adicionados a essa versão os curtas "For the Children" (com o elenco de Les Vampires) e "Bout de Zan and the Shirker" (uma comédia com René Poyen), assim como um ensaio suplementar do filme "The Public Is My Master", de Fabrice Zagury.

## Recepção crítica

### Contemporânea
Les Vampires, como outras séries policiais de Feuillade, geralmente era desprezado pelos críticos da época. Um revisor da revista Hebdo-Film disse: “que um homem de talento, um artista, como o diretor da maioria dos grandes filmes que foram o sucesso e a glória da Gaumont, começa novamente a lidar com este gênero insalubre de filme policial, obsoleto e condenado por todas as pessoas de gosto, torna-se para mim um problema real”. Vilipendiado por aqueles que desejavam elevar o status cultural do filme na França, o filme foi criticado por ser "antiquado e não-artístico", faltando-lhe a arte de um filme como The Birth of a Nation, de D.W. Griffith, também lançado em 1915. Feuillade, que era consciente da falta de apelo de seu filme para com os críticos, uma vez disse que “um filme não é um sermão ou uma conferência, (...) mas um meio de entreter os olhos e o espírito”.

### Reavaliação
Desde o lançamento original, alguns críticos, entre eles Richard Abel, No'l Burch, Francis Lacassin, Annette Michelson e Richard Roud, têm re-interpretado o filme. Agora ele é indiscutivelmente o mais famoso trabalho de Feuillade, e o mais reverenciado pela crítica. Em maio de 2012, seu escore era 7.2 no IMDB,  e no Rotten Tomatoes ele alcançou uma avaliação de 100%, indicando Fresh. Enquanto Mathé e Lévesque têm sido chamados pálido e exagerado respectivamente, muitos críticos elogiaram Musidora por seu desempenho, sendo descrito como agindo com “voluptuosa vitalidade”. Em 2003, a Slant Magazine lhe deu quatro estrelas, chamando-o "notavelmente em sintonia com a moralidade da época e emocionante". E também observou “…sua reflexão maquiavélica de uma ordem burguesa complacente à beira do colapso o faz este realista trabalho de mestre”. Time Out lhe outorgou cinco estrelas, mas fez notar que “se, como é frequentemente em uma grande maratona de antinatural, ele pode ser pura tortura”. Ele foi chamado pelos poetas franceses André Breton e Louis Aragon como “a realidade deste século. Além da forma. Além do sabor.”.

### Elogios
Em 2002, o filme alcançou a 30ª posição na 'Critics Top Ten Poll' da revista “Sight and Sound”, e a 78ª posição na lista dos 250 melhores filmes do Século XX no The Village Voice. Em 2010, The Guardian o nomeou como a 25ª colocação no Greatest Horror Film of All Time.
O filme foi incluído nos livros AFI Desk Reference, National Society of Film Critics' 100 Essential Films, 1000 Essential Films, The Village Voice Film Guide e 1001 Movies You Must See Before You Die.

## Posteriores

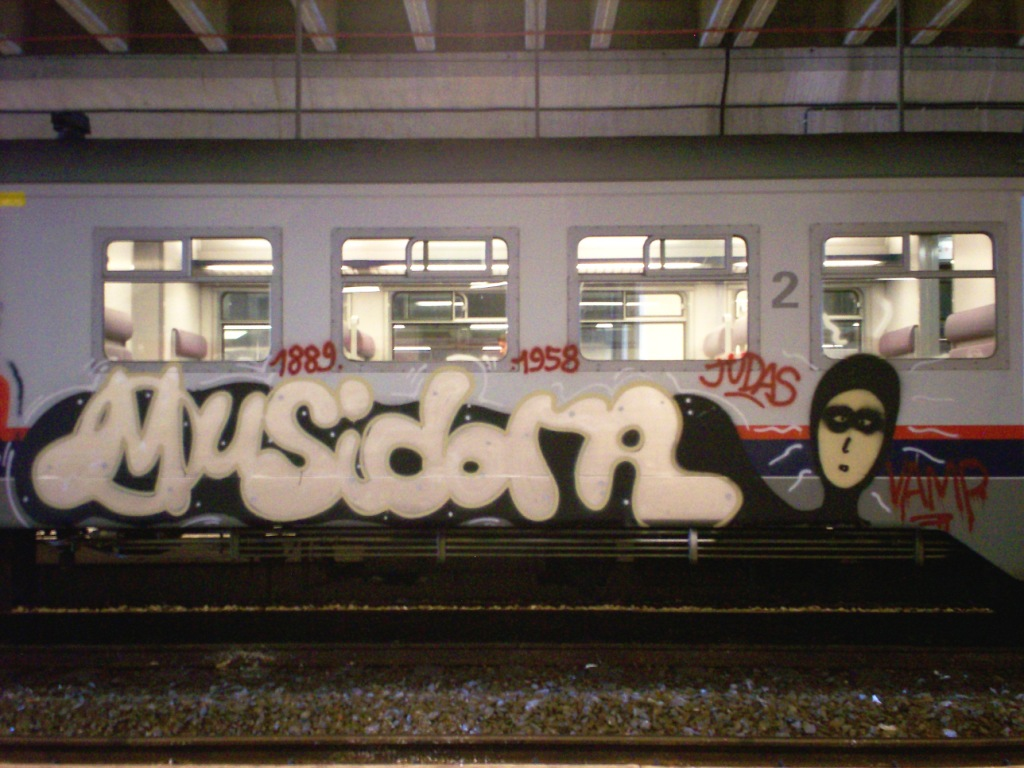
Um moderno tributo a Musidora e ao filme, feito por um artista de rua.

Musidora sentiu um aumento perceptível no seu perfil público após o lançamento do filme, tornando-se uma estrela do cinema francês. Ela foi capaz de concentrar sua carreira dirigindo e escrevendo seus próprios filmes. Édouard Mathé e Marcel Lévesque empreenderam longas carreiras como resultado de suas performances no filme. Os três, bem como muitos outros membros do elenco, foram convidados por Feuillade para aparecer em seus outros seriados, como Judex, Tih Minh, Barrabas e Parisette.

### Legado
O filme é referenciado como tendo criado o gênero de thriller de crime, criando técnicas de suspense cinematográfico, usadas mais tarde por Alfred Hitchcock e Fritz Lang. O uso de dispositivos como canhões e bombas também foi adotado por Lang em filmes como Dr. Mabuse, der Spieler e Die Spinnen. Ele também é referenciado com inspirador de cineastas experimentais Luis Buñuel, e diretores franceses da New Wave, como Alain Resnais e Georges Franju. Tem sido considerado por alguns como o primeiro exemplo de um filme de gângster.
O filme de Olivier Assayas, Irma Vep, de 1996, com uma história nascida da tentativa de refazer Les Vampires, é tanto uma homenagem ao carácter inovador do filme original, quanto uma crítica do estado atual do cinema francês. A peça The Mystery of Irma Vep também é inspirado no filme, assim como a adaptação brasileira “Irma Vap - O Retorno”.
“Les Vampires” é referenciado no filme francês de 1974 Celine and Julie Go Boating, onde as personagens-título vestem trajes semelhantes aos de Irma Vep, e no filme de guerra de 2009, Inglourious Basterds, onde cartazes de publicidade podem ser vistos em um escritório. O álbum de estreia oficial (Black Lips!) do grupo de rock estadunidense Black Lips apresenta na capa uma imagem de Irma Vep.